# Niskogłów

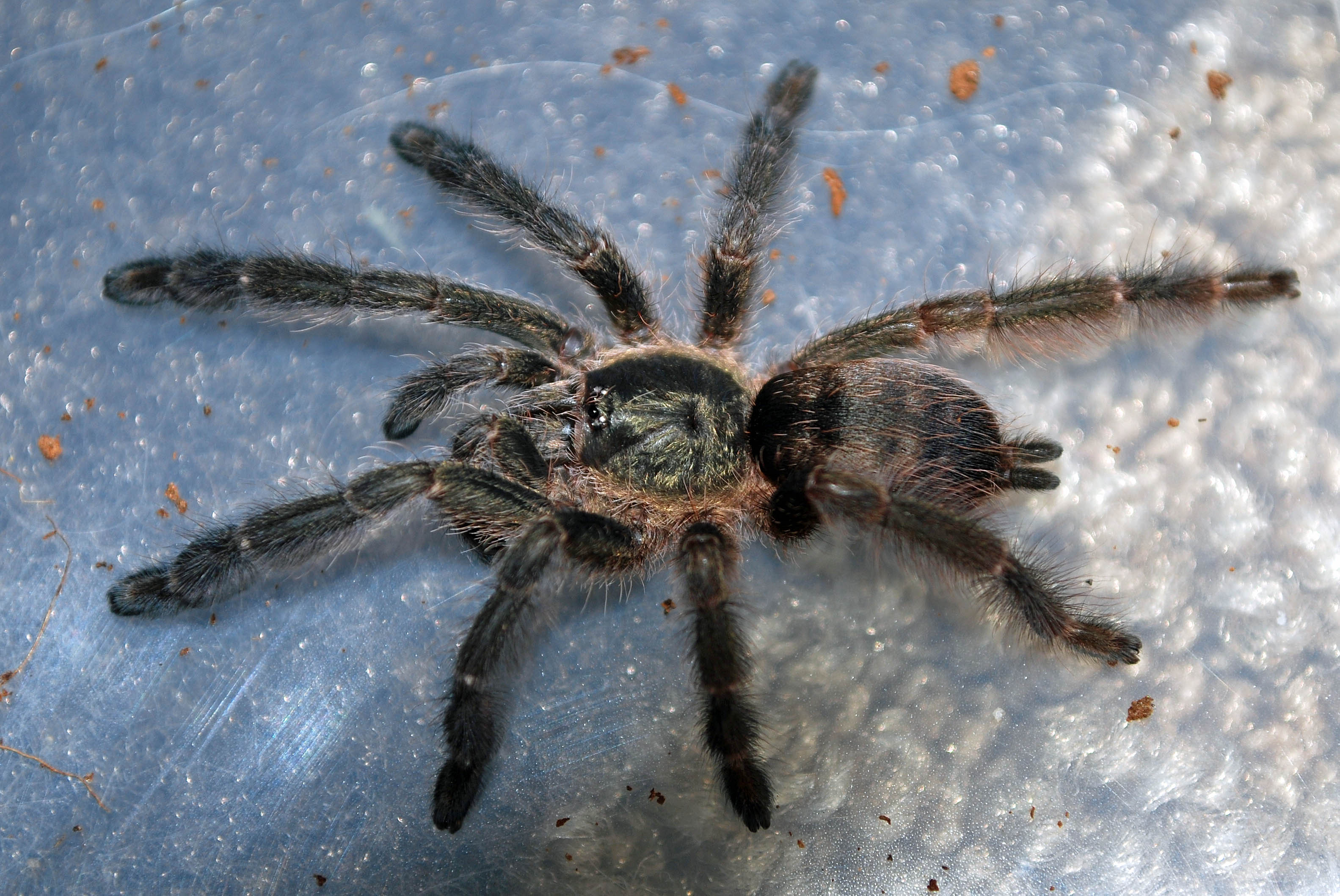
Niskogłów miedziany

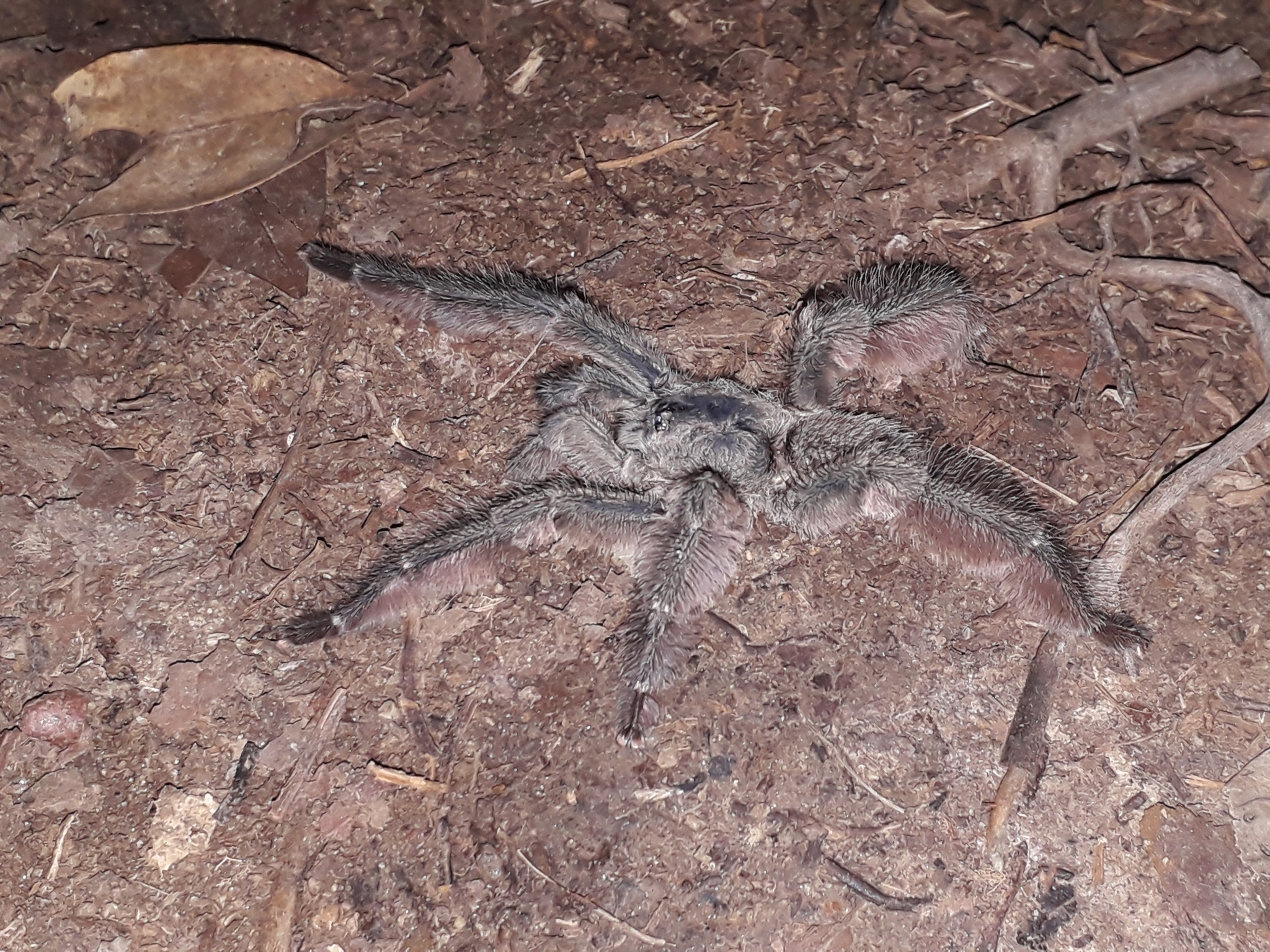
Niskogłów pierzastostopy

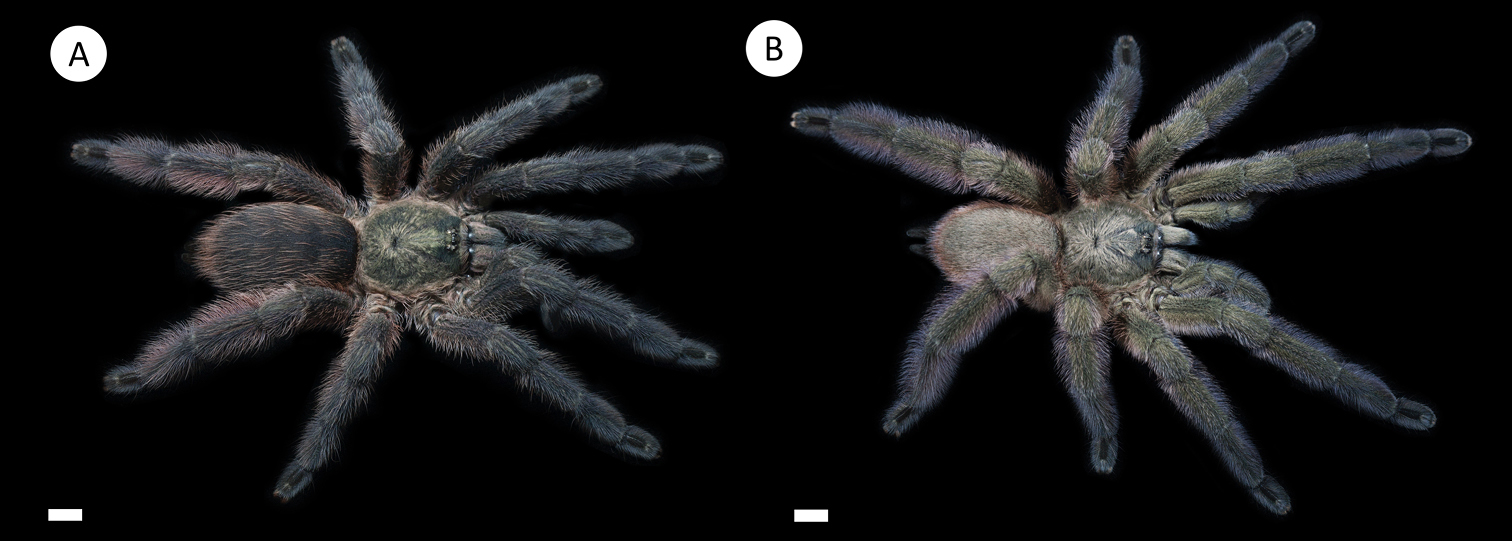
Niskogłów olbrzymi, samica (A) i samiec (B)

Niskogłów (Tapinauchenius) – rodzaj pająków z infrarzędu ptaszników i rodziny ptasznikowatych. Obejmuje 9 opisanych gatunków. Zamieszkują Małe Antyle i północną Amerykę Południową.

## Morfologia
Ubarwienie nie zmienia się w czasie rozwoju osobniczego lub zmienia się tylko nieznacznie. Karapaks jest dłuższy niż szeroki, o lekko wyniesionej części głowowej, szerszym niż dłuższym i mniej lub bardziej wysklepionym wzgórku ocznym oraz prostych i głębokich jamkach. Oczy pary przednio-środkowej leżą na tej samej wysokości co oczy pary przednio-bocznej. Brak jest nadustka. Szczękoczułki pozbawione są rastellum. Niemal prostokątne szczęki mają przednie płaty wyciągnięte w stożkowate wyrostki i po około 100–232 kuspuli w kątach wewnętrznych. Warga dolna jest szersza niż długa, zaopatrzona w 70–157 kuspuli. Wargę dolną płytka i płaska bruzda dzieli od dłuższego niż szerokiego, spiczasto zakończonego sternum, na którym widnieją trzy pary sigilli oddalonych od jego krawędzi na odległość mniejszą od swojej średnicy. Odnóża i nogogłaszczki mają długie szczeciny ochronne o jednakowym ubarwieniu na całej długości. Szczęki są pozbawione liry, na nogogłaszczkach i odnóżach brak jest szczecinek strydulacyjnych. Na opistosomie i nogogłaszczkach brak jest włosków parzących. Kądziołki przędne pary tylno-bocznej są palcowate. Odnóża pierwszej i drugiej pary mają na nadstopiach i stopach szpatułkowate skopule. Trichobotria maczugowate rozmieszczone są w odsiebnych ⅔ długości stopy. Na goleniach i nadstopiach samców występują bocznie skierowane szczecinki.
Samce mają na goleniach pierwszej pary odnóży apofizy (haki) goleniowe złożone z dwóch gałęzi; za dłuższą z nich, tylno-boczną, znajduje się guzek. Nogogłaszczki samca mają prawie trójkątne cymbium zbudowane z dwóch niemal równych rozmiarów płatów, z których tylno-boczny nie ma zaokrąglonego wyrostka.  Kulisty bulbus ma małe subtegulum, guzek na przednio-bocznej powierzchni tegulum oraz niespłaszczony i pozbawiony kilów embolus o zakrzywionym wierzchołku. Genitalia samicy mają dwie osobne, proste spermateki z przewężeniem w części odsiebnej, wydzielającym płat wierzchołkowy.

## Rozprzestrzenienie
Rodzaj neotropikalny, rozmieszczony od Panamy i Saint Lucia przez Saint Vincent i Grenadyny, Trynidad i Tobago, Wenezuelę, Gujanę, Surinam i Gujanę Francuską po Ekwador i północną Brazylię.

## Taksonomia
Takson ten wprowadzony został w 1871 roku przez Antona Ausserera. Ostatniej jego rewizji dokonali w 2022 roku Yeimy Cifuentes i Rogéiro Bertani. Zalicza się do niego 9 opisanych gatunków:
- Tapinauchenius brunneus Schmidt, 1995 – niskogłów brunatny
- Tapinauchenius cupreus Schmidt et Bauer, 1996 – niskogłów miedziany
- Tapinauchenius gretae Cifuentes et Bertani, 2022 – niskogłów filoetowy
- Tapinauchenius herrerai Gabriel et Sherwood, 2022 – niskogłów panamski
- Tapinauchenius latipes L. Koch, 1875 – niskogłów szerokostopy
- Tapinauchenius plumipes (C. L. Koch, 1842) – niskogłów  pierzastostopy
- Tapinauchenius polybotes Hüsser, 2018 – niskogłów olbrzymi
- Tapinauchenius rasti Hüsser, 2018 – niskogłów niebieskawy
- Tapinauchenius sanctivincenti (Walckenaer, 1837) – niskogłów karaibski